# Edélcio Mostaço
Edélcio Mostaço (São Caetano do Sul, 1949) é teórico, crítico, ensaísta brasileiro.
Estuda e analisa o teatro brasileiro, marcando presença no panorama crítico das artes cênicas a partir da década de 1980. Atua como crítico, ensaista, dramaturgista e professor.

## Formação
Formado em direção teatral e crítica pela Escola de Comunicações e Artes da Universidade de São Paulo, ECA/USP em 1974, desenvolve, inicialmente uma carreira artística. Em 1975 dirige "Bonitinha, Mas Ordinária, de Nelson Rodrigues, em 1976 "Manual de Sobrevivência na Selva", de Roberto Athayde; em 1978 "Cantata Pra Alagamar", de Kaplan e Solha. A partir dos anos de 1980, volta-se para as atividades como pesquisador e crítico teatral. Em 1982, conquista o 1º lugar do Concurso Van Jafa de Jornalismo Teatral, instituído pelo Inacen-Cenacen-MinC, com o texto "Opressão: O Mito Oculto do Teatro do Oprimido", publicado no Jornal da Tarde.

## Carreira
Inicia como ator nos espetáculos "O Círculo de Giz Caucasiano", de Bertolt Brecht, 1970, "Missa Leiga", de Chico de Assis, 1971, "O Último Carro", de João das Neves, 1976, e "Tietê, Tietê… ou Toda Rotina Se Manteve Não Obstante o que Aconteceu", de Alcides Nogueira, 1978.
De 1980 a 1987, é membro do Centro de Estudos de Arte Contemporânea, CEAC, da Faculdade de Filosofia, Letras e Ciências Humanas da USP; participa como chefe de pesquisa das publicações de Arte em Revista, editando dois números: número 6 (Teatro) e número 8 (Arte Alternativa).
Nos anos seguintes, escreve para a revista Veja e depois para a IstoÉ. No jornal Folha de S. Paulo, é crítico de 1981 a 1989.
Em 1982, publica "Teatro e Política: Arena, Oficina e Opinião", análise do teatro brasileiro a partir da década de 1960, enfocando a produção artística dos grupos mais importantes do período 1960 e 1970.
Participa como membro do júri de várias premiações e festivais, tais como o Troféu Mambembe; do Concurso de Monografias do SNT; do Prêmio Molière, do Prêmio Governador do Estado de São Paulo; Festival Nacional de Teatro de São José do Rio Preto; Festival de Teatro de Recife, entre outros.
No prefácio ao livro "O Espetáculo Autoritário", coletânea de artigos publicada em 1983, Teixeira Coelho define seu estilo: "Edelcio não é apenas um Crítico Teórico. Seus textos têm mais de um traço do que se pode chamar 'escritor polemista', gênero que muita gente quer fazer sem poder. Seus escritos têm aquela Força da Certeza que os jovens, os justos e os apaixonados exercem de modo natural. Isso fascina. É possível não estar de acordo com tudo o que ele diz. Não importa. Não é concordar que interessa, o crítico não se preocupa com o fato de concordarem com ele ou não. (…) A crítica é um convite para um jogo com a obra, uma chamada para um corpo a corpo com uma produção que, às vezes, sem essa convocação, corremos o risco de desprezar".1
De 1982 a 1988, leciona literatura dramática, teatro brasileiro e estética teatral no Teatro Escola Macunaíma, sendo por seis anos coordenador pedagógico da mesma. Em 1986, publica "Política Cultural", em co-autoria com Marilena Chauí, Antonio Candido e Lélia Abramo. Em 1988, participa, como dramaturgista, da montagem do grupo Pessoal do Victor para "Vestido de Noiva", de Nelson Rodrigues. De 1987 a 1989, preside a Associação Paulista de Críticos de Arte - APCA.
É o autor do prefácio ao texto "Vestido de Noiva", de Nelson Rodrigues, publicado nas obras completas do dramaturgo pela editora Aguillar, 1993, assim como de uma coleção de ensaios sobre sua obra, denominado "Nelson Rodrigues - a transgressão", em 1996.
Integra, como dramaturgista, a equipe de "A Falecida", de Nelson Rodrigues, 1994, e "Mary Stuart", baseado no texto de Schiller, 1997, ambos com direção de Gabriel Villela; "Péricles, Príncipe de Tiro", de William Shakespeare, 1995, encenação de Ulysses Cruz, e "À Margem da Vida", de Tennessee Williams, 1998, dirigido por Beth Lopes.
Foi um dos redatores da primeira fase da "Enciclopédia Itaucultural do Teatro Brasileiro" (entre 2000 e 2002), atuando também como consultor, para a qual redigiu mais de 200 verbetes relativos aos anos 1938-2000. Para a editora Perspectiva colaborou em duas obras: "O Pós-Modernismo", 1995, onde publicou o capítulo "O Teatro Pós-Moderno"; e o "Dicionário do Teatro Brasileiro", para o qual redigiu mais de dez verbetes, 1998.
Em 2002, obtém seu doutorado pela ECA/USP e transfere-se para Florianópolis, onde passa a lecionar nos cursos de graduação e pós-graduação em teatro da Universidade do Estado de Santa Catarina - Udesc.